# Sorbus torminalis
Sorbus torminalis là loài thực vật có hoa trong họ Hoa hồng. Loài này được (L.) Crantz miêu tả khoa học đầu tiên năm 1763.

## Hình ảnh

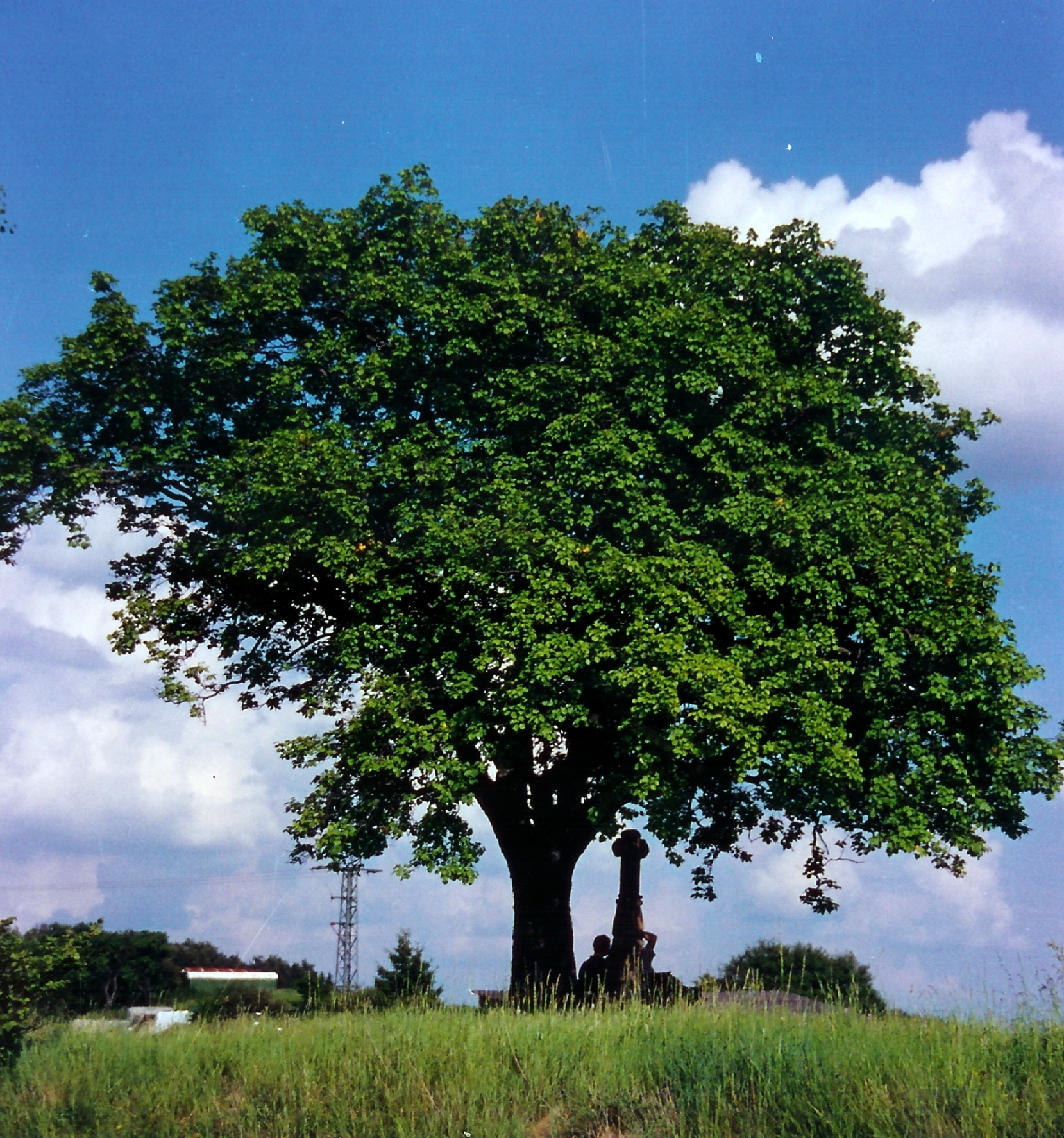
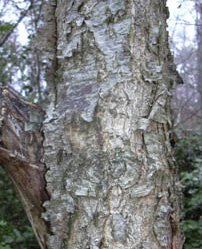
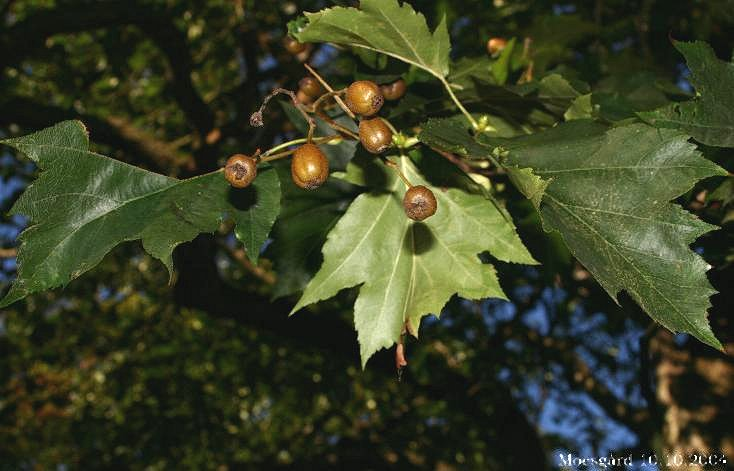
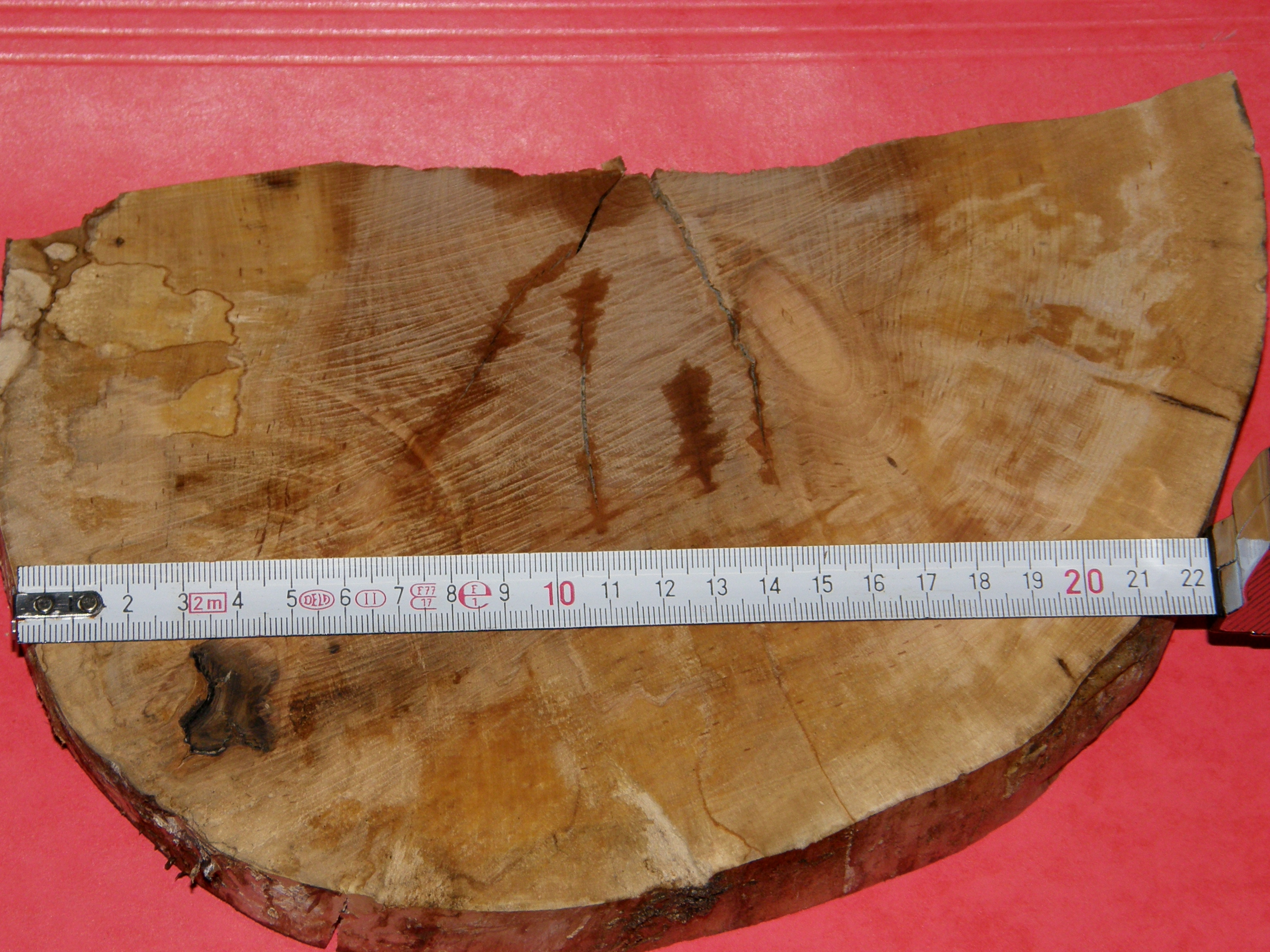
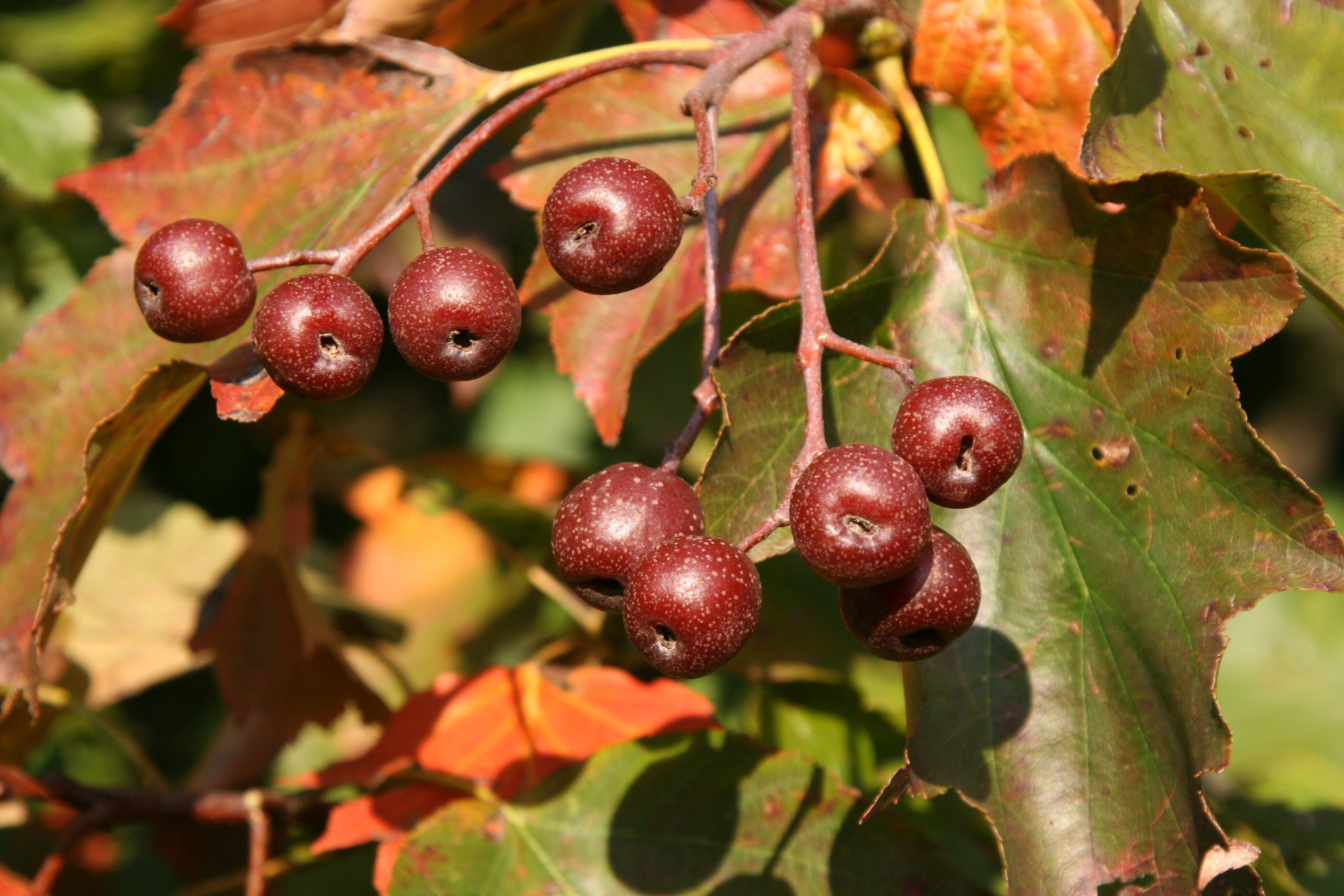
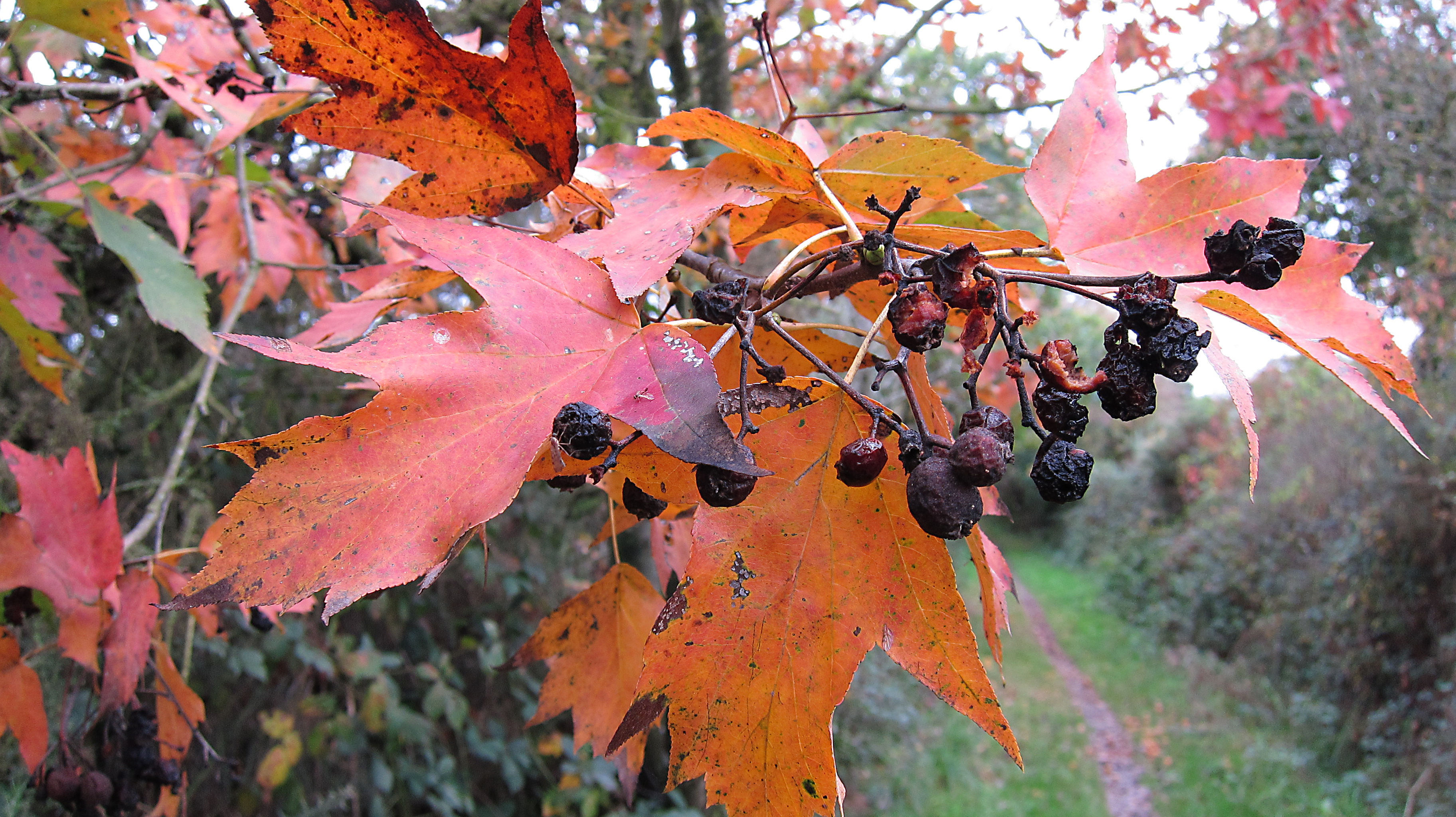
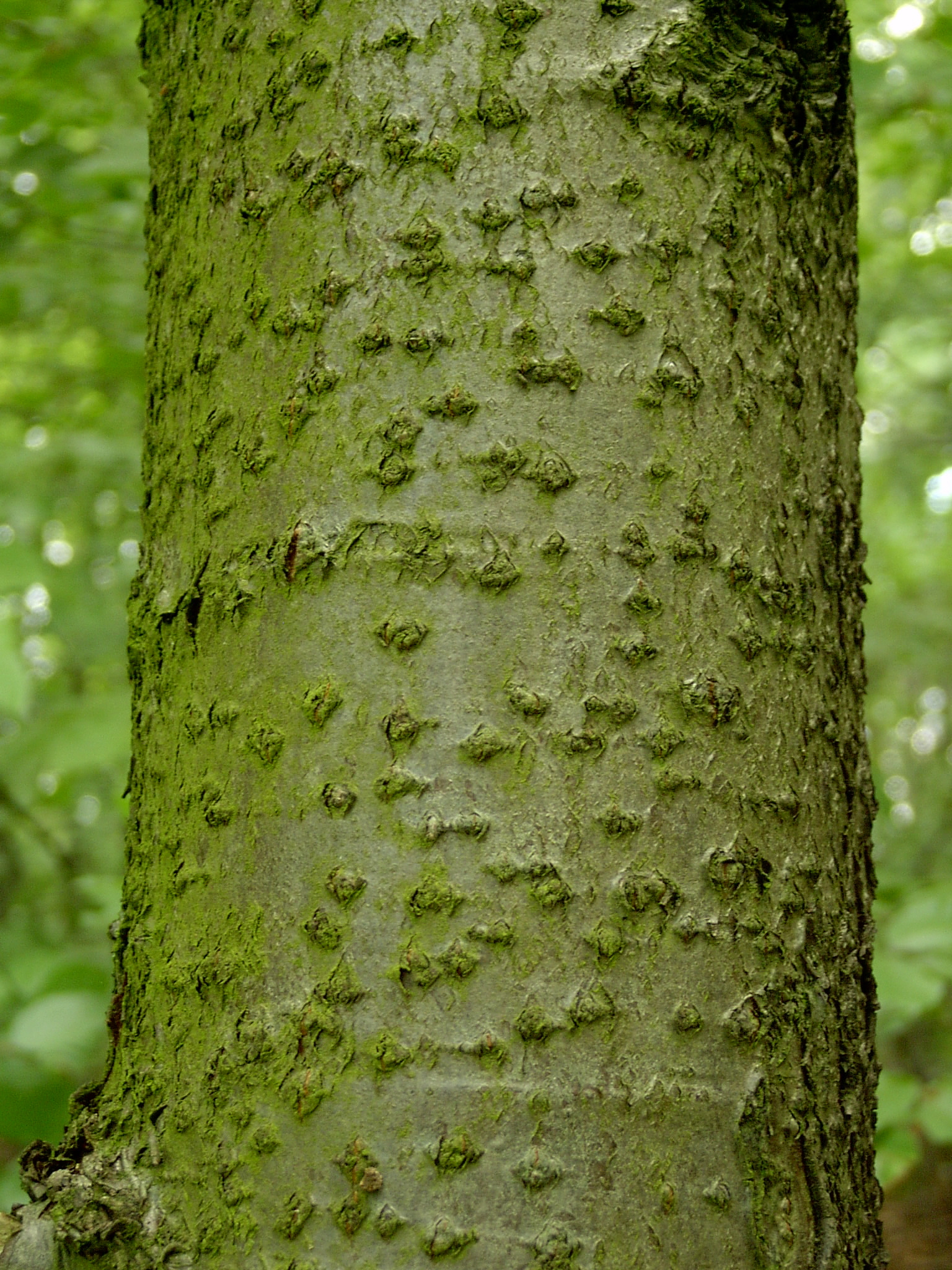